# 秋草直之
秋草 直之（あきくさ なおゆき、1938年12月12日 - 2016年6月18日）は、富士通株式会社取締役相談役（2008年6月-）、関西大学政策創造学部客員教授。

## 来歴・人物
栃木県出身。父は日本電信電話公社（現NTTグループ）総裁を務めた秋草篤二。家族は夫人と子供2人。
早稲田大学高等学院を経て、1961年（昭和36年）に早稲田大学第一政治経済学部を卒業し、富士通入社。富士通初の文科系出身のシステムエンジニアとして、入社以来、一貫してシステム開発部門を歩んだ。公共システム事業に部長として携わった際にはオーストラリア統計局とのメインフレーム商談を成功に導いた。システム本部長代理、常務取締役（兼）システム本部長、専務取締役（兼）関西営業本部長、専務取締役（兼）ソフト･サービス部門担当、代表取締役社長、代表取締役会長等を歴任した。
1998年、富士通初の生え抜きの文系出身社長となる。取締役就任後はシステム開発の経験を生かして、ソリューションビジネスを同社の収益の柱に育て、ノンハードビジネス化とオープン化を加速させた。また、系列のSE子会社の設立にも深く関わっていたと言われている。「Everything on the Internet」と語り、IoTを先取りする一面もあった。
しかし、ITバブルが崩壊した事で経営が悪化し、社内でも1993年（平成5年）に導入した成果主義の弊害面が顕著に目立ち始め、これらの問題に対する対処が悉く後手に回ってしまい、1998年6月からの社長在任期間中に富士通を著しい業績不振に陥らせた。
2000年問題が話題となる中、2000年1月1月、社団法人日本電子工業振興協会（現 一般社団法人電子情報技術産業協会）の会長として「2000年問題に関して、大規模な問題は一つも発生していない」と宣言した。
2001年（平成13年）、週刊東洋経済10月13日号上で、業績の下方修正に対する社長の責任を問われ「業績が悪いのは従業員が働かないからだ」という回答を行った。このインタビューは各方面に大きな反響を呼び、一部では「経営の責任放棄」などと批判された。本人は「社員だけに責任を転嫁したわけではない」と語っていたという。
2003年（平成15年）6月、業績悪化の責任から社長を退任し、代表取締役会長に就任。同社の再建は後任社長の黒川博昭に託されることとなった。
2008年（平成20年）に代表取締役会長を退任した後も取締役相談役として取締役に留任し、取締役会の構成員の1人であった。「陰の実力者」とも評された。
2009年（平成21年）9月に野副州旦社長は辞任するが、その翌年、野副は秋草が間塚道義会長らとともに「社長として適切ではない」と迫り、辞任に追い込んだと暴露した。社長を辞任した野副は引き続き富士通に留まり、非取締役の相談役を務めていたが、2010年（平成22年）2月代理人の弁護士に依頼し、社長辞任の取消しを求める通知を送付した。同年3月、富士通は、信頼関係が失われたとして野副を相談役から解任する一方で、秋草の富士通取締役退任も発表された。
2016年（平成28年）6月18日、急性心不全により死去。77歳没。

## 経歴
- 1961年 3月 : 早稲田大学第一政治経済学部経済学科卒業
- 1961年 4月 : 富士通信機製造株式会社（後の富士通）入社
- 1986年12月 : 同社 システム本部長代理
- 1988年 6月 : 同社 取締役[1]
- 1991年 6月 : 同社 常務取締役
- 1992年 6月 : 同社 専務取締役
- 1998年 6月 : 同社 代表取締役社長[1]
- 2003年 6月 : 同社 代表取締役会長[1]
- 2008年 6月 : 同社 取締役相談役[1]
- 2010年 6月 : 同社 取締役退任[1]
- 2014年 7月 : 同社 顧問[1]
- 2016年 6月：逝去[9]

## 社外団体
- 1998年（平成10年）7月 - 通信機械工業会 副会長
- 1998年（平成10年）7月 - （社）日本電子工業振興協会 副会長
- 1999年（平成11年）5月 - （社）日本電子工業振興協会 会長
- 2000年（平成12年）5月 - （社）経済団体連合会 評議員会 副議長
- 2000年（平成12年）5月 - （社）経済団体連合会 環境安全委員会 共同委員長
- 2006年（平成18年）8月29日 - 中央防災会議 大規模水害対策に関する専門調査会 座長
- 2006年（平成18年）保健医療福祉情報システム工業会会長[10]
- 2009年（平成21年）4月 - 国土交通省国土審議会首都圏整備部会長[11]